# Eclipta eunomia
Eclipta eunomia là một loài bọ cánh cứng thuộc họ Xén tóc. Loài này được Edward Newman mô tả năm 1841.